# Paul Badura-Skoda
Paul Badura-Skoda (n. 6 octombrie 1927, Viena, Republica Austriacă – d. 25 septembrie 2019, Viena, Austria) a fost un pianist austriac. Paul Badura-Skoda, considerat unul din cei mai importanți pianiști ai zilelor noastre, a concertat pe toate marile scene de concert din lume, deținând totodată pentru o lungă perioadă de timp recordul la cel mai mare număr de discuri disponibile pe piață.

## Carieră
Paul Badura-Skoda a fost studentul lui Edwin Fischer, a câștigat primul premiu la concursul austriac de muzică în 1947. În 1949, a lucrat cu dirijori remarcabili, printre care Wilhelm Furtwängler și Herbert von Karajan. De-a lungul carierei sale, a mai cunoscut dirijori precum Hans Knappertsbusch, Hermann Scherchen și Georg Szell. Împreună cu contemporanii săi, Friedrich Gulda și Jörg Demus, a făcut parte din așa-numita Troică vieneză. 
A devenit  cunoscut pentru spectacolele pe baza compozițiilor de Mozart, Beethoven, Schubert, Chopin și Ravel. Badura-Skoda este bine cunoscut pentru performanțele sale la fortepiano. În colecția sa privată sunt înregistrările sonatelor complete de pian ale lui Schubert.

## Onoruri și premii
- Decorația Austriei pentru Știintă și Artă (1976)[14]
- Bösendorfer-Ring 1978
- Cavaler al Legiunii de Onoare (1993)
- Comandant al Ordinului de Arte și Scrisori (1997)
- Medalie de Aur în Serviciul pentru orașul Viena (2007)
- Decorație de onoare pentru Serviciul în Republica Austria (2006) [15]
- Honoris causa, doctorat la Universitatea de Muzică și Arte Speciale Mannheim (2006)
- Honoris causa, doctorat la Pontificia Universidad Católica del Perú (2010)
- Honoris causa, doctorat la Academia de Muzică din Cracovia[16](2013)